# Cryptocarya wyliei
Cryptocarya wyliei är en lagerväxtart som beskrevs av Otto Stapf. Cryptocarya wyliei ingår i släktet Cryptocarya och familjen lagerväxter. Inga underarter finns listade i Catalogue of Life.